# Julio Enrique Martínez
Julio Enrique Martínez Rivera (ur. 8 lipca 1985 w Coatepeque) - salwadorski piłkarz grający na pozycji pomocnika.

## Życiorys

### Kariera klubowa
Martínez w latach 2003-2009 grał w dwóch salwadorskich klubach - C.D. Once Lobos i Isidro Metapán. Z Isidro zdobył trzy tytuły mistrza Salwadoru. Jako jeden z trzech Salwadorczyków (pozostałymi byli Rodolfo Zelaya i Christian Castillo), przeszedł na zasadzie wypożyczenia do meksykańskiego Club León. 3 grudnia 2009 władze klubu poinformowały o wykupieniu tria piłkarzy, jednak wkrótce ogłoszono, że nie są oni już potrzebni zespołowi. Martínez odszedł na wypożyczenie do Chicago Fire, gdzie ściągnął do były trener z reprezentacji Salwadoru, Meksykanin Carlos de los Cobos. Swój debiut w nowej drużynie zaliczył 27 marca 2010 w spotkaniu z New York Red Bulls (0:1). Martínez grał od początku meczu i zmieniony w 53 minucie przez Collinsa Johna. W letnim okienku transferowym León wypożyczył Martíneza do salwadorskiego zespołu Alianza FC.
Następnie był zawodnikiem klubów: Isidro Metapán, Santa Tecla FC i CD Águila.

### Kariera reprezentacyjna
Julio Martínez zadebiutował w reprezentacji w 2006 roku. Brał udział w Złotym Pucharze CONCACAF 2007, Złotym Pucharze CONCACAF 2009 i eliminacjach do Mundialu 2010, gdzie zdobył 2 bramki, obie przeciwko Meksykowi.

#### Gole w reprezentacji
| #  | Data                 | Miejsce                | Przeciwnik | Gol   | Wynik | Zawody                |
| -- | -------------------- | ---------------------- | ---------- | ----- | ----- | --------------------- |
| 1. | 6 czerwca 2009       | San Salvador, Salwador | Meksyk     | 1 – 0 | 2–1   | Eliminacje do MŚ 2010 |
| 2. | 10 października 2009 | Meksyk, Meksyk         | Meksyk     | 1 – 3 | 1–4   | Eliminacje do MŚ 2010 |

## Osiągnięcia

### Klubowe
Isidro Metapán
- Mistrz Salwadoru: Clausura 2007, Apertura 2008, Clausura 2009